# راسيل ألين (لاعب كرة قدم أمريكية)
راسيل ألين (بالإنجليزية: Russell Allen)‏ هو لاعب كرة قدم أمريكية أمريكي، ولد في 5 مايو 1986 في آبلاند في الولايات المتحدة.

## وصلات خارجية
- راسيل ألين على موقع مرجع كرة القدم المحترفة.كوم (الإنجليزية)